# Trillium grandiflorum
Duyên linh Onta (danh pháp hai phần: Trillium grandiflorum) là một loài thực vật có hoa trong họ Melanthiaceae. Loài này được (Michx.) Salisb. miêu tả khoa học đầu tiên năm 1805. Nó là cây thân thảo lưu niên, nó sống ở miền đông Bắc Mỹ.